# Bartolomeo di Neocastro
Bartolomeo di Neocastro, né dans la première moitié du XIIIe siècle en Calabre, juge aux contrats de la ville de Messine, a relaté l'histoire de la révolte de 1282 de la population sicilienne contre le pouvoir de Charles d'Anjou dans son Historia Sicula.

## Biographie
Après avoir étudié le droit, Bartolomeo di Neocastro entre dans l'administration de la ville de Messine en 1273 appelé par Adam Morhier, vicaire du roi Charles d'Anjou en Sicile, pour organiser l'activité des collecteurs royaux dans l'île.
Bien qu'en 1282 on ait retrouvé trace de son remplacement à ce poste, il garde une fonction dans l'administration financière de l'île qui lui permet d'être aux premières loges pour asfensister à la révolte de la population sicilienne écrasée de fiscalité par Charles d'Anjou, frère de Saint-Louis, placé à la tête du royaume de Sicile par le pape Clément IV en 1266.
Bartolomeo di Neocastro rédige dix ans après les évènements, vers 1294, une chronique intitulée Historia Sicula, dans laquelle il rend compte de la période de changements politiques survenus en Sicile entre 1250 et 1294 et surtout des massacres perpétrés en 1282, appelés les Vêpres siciliennes, contre les français et les Amalfitains à qui Charles d'Anjou a confié l'administration de l'île.
Le fonctionnaire Bartolomeo di Neocastro a fait une carrière hiérarchiquement élevée sans prendre parti sur le plan politique qui fait de lui un spectateur et un narrateur de la période qui débute à la mort de Frédéric II de Hohenstaufen en 1250 jusqu'à l'ambassade des Siciliens à Jacques II d'Aragon en 1293.